# Ибн Джинни
Абу́ль-Фатх Усма́н ибн Джинни́ (араб. أبو الفتح عثمان بن جني‎), более известный как Ибн Джинни́ (Мосул, 941 — Багдад, 1002) — арабский учёный-грамматик, педагог, чья деятельность ознаменовала прогресс во всём арабском языкознании. Ибн Джинни является автором огромного числа трудов, даже по сравнению с другими арабскими учёными, которые во все времена отличались редкой плодовитостью, он является исключительной фигурой.

## Биография
Ибн Джинни родился в 941 году в Мосуле от грека-раба. Ещё в юном возрасте начал преподавать, но после замечания другого видного учёного Абу Али аль-Фариси, он прерывает свою педагогическую деятельность и полностью посвящает себя обучению.
Ибн Джинни умер в Багдаде в 1002 году, всецело занятый грамматическими изысканиями.